# Acoustic Alchemy
Acoustic Alchemy — современная инструментальная джазовая группа. Создана в Англии в 1981 году двумя гитаристами с классическим музыкальным образованием: Ником Уэббом (англ. Nick Webb), игравшим на гитаре с металлическими струнами, и Саймоном Джеймсом (англ. Simon James), игравшим на нейлоновых струнах. После ухода Джеймса Уэбб объединился с гитаристом Грегом Кармайклом (англ. Greg Carmichael) — именно этот дуэт составил ядро Acoustic Alchemy на следующие годы. С 1998 года место Ника Уэбба занимает Майлз Джилдердейл (англ. Miles Gilderdale).

## История
История группы началась со встречи в 1979 году Ника Уэбба, получавшего джазовое образование в Музыкальном Колледже Лидса (англ. Leeds Collede of Music), и Саймона Джеймса, обучавшегося в том же колледже по классу флейты и классической гитары. Некоторое время они играли вместе, однако вскоре дуэт распался, так как Джеймс покинул Лидс и уехал в Лондон, чтобы продолжить учебу в Лондонском Тринити-колледже музыки (англ. Trinity College of Music). После переезда несколько лет спустя Уэбба в Лондон и второй встречи с Джеймсом и была образована группа Acoustic Alchemy.
Первоначально дуэт исполнял джазовые, классические, блюзовые и регги-номера и одну-две оригинальных пьесы, выступая в ресторанах, барах и на частных вечеринках. В это время гитаристы сотрудничают со струнным квартетом The Violetts, перкуссионистом Марио Аргандоной (англ. Mario Argandona) и гитаристом Джоном Парсонсом (англ. John Parsons) (оба они будут сотрудничать с группой и в дальнейшем, а Парсонса будут называть даже «третьим алхимиком») и некоторыми другими музыкантами.
За период сотрудничества Саймона Джеймса и Ника Уэбба ими было сделано несколько пробных записей, которые позднее были изданы как альбом Early Alchemy (1992).
В 1985 году Саймон Джеймс решил оставить группу. В поисках замены Ник Уэбб знакомится с Грегом Кармайклом из лондонской группы The Holloways. На студии MCA Records обновленная Acostic Alchemy записывает свой первый альбом Red Dust and Spanish Lace (1987), в работе над которым, кроме двух акустических гитаристов, приняли участие барабанщик (им стал Берт Смаак, англ. Bert Smaak), клавишник, бас-гитарист и перкуссионист. В этот же период дуэт работает в авиакомпании Virgin Airlines, играя прямо в салоне самолёта «живьём» во время трансатлантических перелетов.
На том же лейбле было выпущено ещё два альбома (Natural Elements 1988 года и Blue Chip 1989-го). К началу нового десятилетия группа перебирается на GPR, где выпускает третий диск — Reference Point (1990), который был выдвинут на номинацию Grammy. GPR переиздает первые три альбома, а также выпускает следующие номерные диски команды вплоть до 1998 года. В дискографии этого периода выделяются вышедший в 1992 году альбом Early Aclhemy с ранними записями Уэбба и Джеймса и записанный с камерным симфоническим оркестром The London Metropolitan Orchestra альбом Arcanum (1996).
В 1997 году группа начинает работу над очередным альбомом. Однако 6 февраля 1998 года от рака поджелудочной железы умирает Ник Уэбб, принимавший участие в создании и аранжировке всех композиций. Его партии на сессиях звукозаписи исполнил гитарист Джон Парсонс.  Альбом Positive Thinking..., вышедший в мае 1998 года, стал последним для «классического» состава Acoustic Alchemy.
В 2000 году Грег Кармайкл восстановил группу под прежним названием; в её состав вошли его давние коллеги: басист Фрэнк Феликс (англ. Frank Felix), гитаристы Джон Парсонс и Майлз Джилдердейл, клавишник Терри Дислей (англ. Terry Disley) (сотрудничавший с группой и ранее), а также новый член команды — клавишник Энтони Уайт (англ. Tony White). В том же году на лейбле Higher Octave (подразделении EMI) выходит новый альбом обновленной группы — The Beautiful Game. Кроме того, в 2000 году группа участвует в джазовом фестивале St. Lucia Jazz Festival, на котором был записан первый концертный альбом. Он был выпущен как CD и DVD в 2003 году под названием Sounds of St. Lucia.
После возобновления деятельности Acoustic Alchemy выпускает ещё несколько номерных альбомов: AArt (2001), получивший очередную номинацию Grammy, Radio Contact (2003) и American/English (2005).
В 2006 году выходит DVD Best Kept Secret, на котором представлен фильм-концерт с интервью Ника Уэбба и Грега Кармайкла и фрагментами концертных записей (в частности, концерт Arcanum, до сих пор не выпущенный в виде отдельного издания). В 2007 году Acoustic Alchemy выпустила альбом This Way. Последним на сегодня является сборник лучших вещей The Best of Acoustic Alchemy Vol. 2. (первая часть была выпущена в 2002 году), вышедший в 2008 году. В 2011-м выходит новый студийный альбом Roseland.
Девиз группы — «Лучшая музыка для лучшей жизни».

## Состав
Acoustic Alchemy до реорганизации в 2000 году не имела постоянного состава, единственной неизменной частью группы, её ядром всегда был лишь дуэт Ника Уэбба (гитара с металлическими струнами) и Грега Кармайкла (гитара с нейлоновыми струнами). Они являлись авторами и аранжировщиками всех композиций группы. Остальные музыканты — электрогитаристы, басисты, ударники, клавишники, перкуссионисты — фактически являлись сессионными и привлекались лишь для записи альбомов. Однако наиболее часто с группой сотрудничали Джон Парсонс (электрогитара, также иногда исполнял партии акустической гитары); барабанщики Берт Смаак (5 классических альбомов), Дэн Томлинсон (англ. Dan Tomlinson) и Джон Шеппард (англ. John Sheppard) (оба по 2 альбома); клавишники Райнер Брюнингхаус (англ. Rainer Bruninghaus) (5 классических альбомов) и Терри Дислей (англ. Terry Disley) (4 альбома). Басисты менялись часто, два последних альбома до 1998 года с группой записал Деннис Мёрфи (англ. Dennis Murphy). Бессменным перкуссионистом, начиная с первого альбома, был Марио Аргандона.
После смерти Ника Уэбба его место в дуэте занял Майлз Джирделдейл, который на альбомах начиная с The Beautiful Game (2000) стал также исполнять партии электрогитары. Кроме того, после возобновления деятельности группы она обрела более-менее постоянный состав музыкантов: Грег Кармайкл (гитара с нейлоновыми струнами), Майлз Джирделдейл (гитара с металлическими струнами и электрогитара), Энтони Уайт (клавишные) и Фрэнк Феликс (бас). Этот состав записал 5 альбомов (2000—2005).
Место барабанщика до 2003 года оставалось по-прежнему за сессионными музыкантами, которые сменялись от альбома к альбому, однако начиная с альбома Radio Contact за ударной установкой находится Грег Грейнджер (англ. Greg Grainger (правда, периодически в качестве сессионного привлекается ещё и Берт Смаак).
После ухода в 2007 году начавшего сольную карьеру Фрэнка Феликса его место на басу занял Джулиан Крэмптон (англ. Julian Crampton). В 2014 году его сменил брат Грега Грейнджера Гэри. В таком составе Acoustic Alchemy и существует по сей день.

## Дискография и участники записи
| 1987                              | Red Dust and Spanish Lace                 | Ник Уэбб, Джон Парсонс | Грег Кармайкл | —                               | Вернер Коупэл                | Райнер Брюнингхаус              | Берт Смаак                 | Марио Аргандона | —                                                                                          |           |           |
| 1988                              | Natural Elements                          | Ник Уэбб, Джон Парсонс | Грег Кармайкл | —                               | Конрад Мэтью                 | Райнер Брюнингхаус              | Берт Смаак                 | Марио Аргандона | —                                                                                          |           |           |
| 1989                              | Blue Chip                                 | Ник Уэбб               | Грег Кармайкл | Джон Парсонс                    | Клаус Спербер                | Райнер Брюнингхаус              | Берт Смаак                 | Марио Аргандона | Карл-Хайнц Виберни (саксофон)                                                              |           |           |
| 1990                              | Reference Point                           | Ник Уэбб               | Грег Кармайкл | —                               | Патрик Беттисон, Эйб Уайт    | Терри Дисли                     | Дэн Томлинсон              | Марио Аргандона | Рэнди Брекер (труба, флюгельгорн), Литтл Терри Ди (губная гармоника)                       |           |           |
| 1991                              | Back on the Case                          | Ник Уэбб               | Грег Кармайкл | —                               | Клаус Спербер                | Терри Дисли                     | Берт Смаак                 | Марио Аргандона | Людвиг Готц (тромбон)                                                                      |           |           |
| 1992 (записан в 1982, 1983, 1990) | Early Alchemy                             | Ник Уэбб               | Саймон Джеймс | —                               | Джефф Клайн, Рон Мэтьюсон    | —                               | —                          | Марио Аргандона | The Violettes (струнный квартет)                                                           |           |           |
| 1993                              | The New Edge                              | Ник Уэбб               | Грег Кармайкл | —                               | Дэйв Помрой, Патрик Беттисон | Райнер Брюнингхаус, Терри Дисли | Дэн Томлинсон              | Марио Аргандона | Деррик Джеймс (саксофон)                                                                   |           |           |
| 1994                              | Against the Grain                         | Ник Уэбб               | Грег Кармайкл | Джон Парсонс                    | Пол Харримэн                 | Майк Хертинг, Терри Дисли       | Берт Смаак                 | Марио Аргандона | —                                                                                          |           |           |
| 1996                              | Arcanum                                   | Ник Уэбб               | Грег Кармайкл | Джон Парсонс                    | Деннис Мёрфи                 | —                               | Джон Шеппард               | Марио Аргандона | —                                                                                          |           |           |
| 1998                              | Positive Thinking...                      | Джон Парсонс           | Грег Кармайкл | Майлз Гильдердейл               | Деннис Мёрфи                 | Райнер Брюнингхаус              | Джон Шеппард               | Марио Аргандона | —                                                                                          |           |           |
| 2000                              | The Beautiful Game                        | Майлз Гильдердейл      | Грег Кармайкл | Майлз Гильдердейл, Джон Парсонс | Фрэнк Феликс                 | Энтони «Фрэд» Уайт              | Джефф Данн                 | Скутер де Лонг  | Терри Дисли (фортепиано)                                                                   |           |           |
| 2001                              | AArt                                      | Майлз Гильдердейл      | Грег Кармайкл | Майлз Гильдердейл               | Фрэнк Феликс                 | Энтони Уайт                     | Пит Льюинсон               | Ричард Булл     | Терри Дисли (фортепиано), Файяз Виржи (тромбон), Снейк Дэвис и Джефф Кашива (оба саксофон) |           |           |
| 2002 (записан в 1987—1994)        | The Very Best of Acoustic Alchemy         | Ник Уэбб               | Грег Кармайкл | Различные                       | Различные                    | Различные                       | Различные                  | Различные       | Различные                                                                                  | Различные | Различные |
| 2003 (записан в 2000)             | Sounds of St. Lucia: Live                 | Майлз Гильдердейл      | Грег Кармайкл | Майлз Гильдердейл               | Фрэнк Феликс                 | Энтони Уайт                     | Ричард Брук                | —               | —                                                                                          |           |           |
| 2003                              | Radio Contact                             | Майлз Гильдердейл      | Грег Кармайкл | Майлз Гильдердейл               | Фрэнк Феликс                 | Энтони Уайт                     | Грег Грейнджер             | Марио Аргандона | Нил Коули (фортепиано), Джо Хэрроп (вокал), Эдди М (саксофон)                              |           |           |
| 2005                              | American/English                          | Майлз Гильдердейл      | Грег Кармайкл | Майлз Гильдердейл               | Фрэнк Феликс                 | Энтони Уайт, Джейми Нортон      | Грег Грейнджер, Берт Смаак | —               | Эдди М (саксофон)                                                                          |           |           |
| 2007                              | This Way                                  | Майлз Гильдердейл      | Грег Кармайкл | Майлз Гильдердейл               | Джулиан Крэмптон             | Энтони Уайт                     | Грег Грейнджер, Берт Смаак | —               | Нил Коули, Терри Дисли (оба фортепиано), Рик Браун (флюгельгорн), Джефф Кашива (саксофон)  |           |           |
| 2008 (записан в 1987—1994)        | The Very Best of Acoustic Alchemy, Vol. 2 | Ник Уэбб               | Грег Кармайкл | Различные                       | Различные                    | Различные                       | Различные                  | Различные       | Различные                                                                                  | Различные | Различные |
| 2011                              | Roseland                                  | Майлз Гильдердейл      | Грег Кармайкл | Майлз Гильдердейл               | Джулиан Крэмптон             | Энтони Уайт                     | Грег Грейнджер             | —               | —                                                                                          |           |           |
| 2014                              | Live in London                            | Майлз Гильдердейл      | Грег Кармайкл | Майлз Гильдердейл               | Гэри Грейнджер               | Энтони Уайт                     | Грег Грейнджер             | —               | —                                                                                          |           |           |
| 2018                              | 33 ⅓                                      | Майлз Гильдердейл      | Грег Кармайкл | Майлз Гильдердейл               | Гэри Грейнджер               | Энтони Уайт                     | Грег Грейнджер             | —               | —                                                                                          |           |           |